# Władimir Iwanow (1909–1966)
Władimir Wasiljewicz Iwanow (ros. Владимир Васильевич Иванов, ur. 1909 w Kozłowie w guberni tambowskiej, zm. 1966) – oficer radzieckich organów bezpieczeństwa NKWD/MSW ZSRR/Ministerstwa Bezpieczeństwa Państwowego, generał major.

## Życiorys
Urodzony w 1909 roku w miejscowości Kozłow, w tambowskiej guberni, w rodzinie konduktora. Od 1926 roku członek Komsomołu (Wszechzwiązkowy Leninowski Komunistyczny Związek Młodzieży). W następnych latach ukończył różne szkoły w rodzinnej miejscowości oraz studia w Leningradzie. Do 1938 roku pracował jako inżynier w Moskwie.
Służbę w organach bezpieczeństwa rozpoczął w lipcu 1938 roku kiedy został skierowany do szkoły Ludowego Komisariatu Spraw Wewnętrznych – NKWD. Po ukończeniu miesięcznego kursu został oficerem i rozpoczął służbę w Głównym Zarządzie Bezpieczeństwa Państwowego (ros. GUGB). Do stycznia 1939 roku pracował w Wydziale 2 (Tajnym Wydziale Politycznym, ros. SPO) Głównego Zarządu Bezpieczeństwa Państwowego-NKWD jako śledczy. W styczniu 1939 roku mianowany szefem Sekretariatu Kolegium Specjalnego przy Ludowym Komisarzu Spraw Wewnętrznych. Po przekształceniu NKWD w Ministerstwo Spraw Wewnętrznych objął to samo stanowisko. W tym samym czasie zajmował identyczne stanowisko przy Ministerstwie Bezpieczeństwa Państwowego.
Zwolniony ze służby w grudniu 1953 roku. Zmarł w 1966 roku.

## Awanse
- 1939 – porucznik bezpieczeństwa państwowego
- 1939 – kapitan bezpieczeństwa państwowego
- 1942 – major bezpieczeństwa państwowego
- 1943 – pułkownik bezpieczeństwa państwowego
- 1944 – komisarz bezpieczeństwa państwowego
- 1945 – generał major

## Odznaczenia
- Order Lenina
- Order Czerwonego Sztandaru Pracy
- Order Czerwonej Gwiazdy (20 września 1943)
- Order „Znak Honoru” (26 kwietnia 1940)
- Odznaka "Zasłużony Funkcjonariusz NKWD" (4 lutego 1942)

I 3 medale.